# Oliver Spasovski
Oliver Spasovski (in macedone Оливер Спасовски?; Kumanovo, 21 ottobre 1976) è un politico macedone, Primo ministro della Macedonia del Nord dal 3 gennaio al 30 agosto 2020.

## Biografia
Nato a Kumanovo si è laureato presso la facoltà di legge Giustiniano I dell'Università di Skopje Santi Cirillo e Metodio.

### Carriera politica
Tra il 2001 e il 2005 ha lavorato come facilitatore per conto del sindaco di Kumanovo, mentre tra il 2008 e il 2011 come presidente del consiglio comunale.
Eletto alla Sobranie nelle file dell'Unione Socialdemocratica di Macedonia (SDSM) nel 2008, nel 2011 e nel 2016, è stato nominato per due brevi mandati Ministro degli affari interni da Nikola Gruevski. Nel 2017 Zoran Zaev lo ha nominato nuovamente Ministro degli affari interni con la delega di vice primo ministro.
In seguito alle dimissioni di Zaev e del suo governo, previste dall'accordo stretto tra SDSM e VMRO-DPMNE, il Presidente Stevo Pendarovski gli ha conferito l'incarico di Primo ministro al fine di fornire al paese un governo tecnico in attesa delle successive elezioni parlamentari, inizialmente previste per il 14 aprile 2020 ma poi posticipate, a causa della pandemia di COVID-19, al 15 luglio 2020.
A seguito della vittoria del SDSM e dell'alleanza con due liste albanesi, Zoran Zaev ha potuto riprendere l'incarico di primo ministro il 30 agosto, ponendo termine al governo tecnico guidato da Spasovski.